# Pétition des habitants du Canada
 (décembre 2024).

La Pétition des habitants du Canada est une pétition à l'intention de Napoléon Bonaparte enjoignant l'Empereur des Français de reconquérir le Canada. Elle fut apportée en 1805 du Bas-Canada jusqu'en France par Jean-Baptiste Noreau, un Canadien français de Saint-Constant. On ne sait pas si Napoléon a reçu cette pétition. Elle demeure importante pour l'historiographie car elle constitue un témoignage d'une résilience de la fidélité à la France dans le contexte de l'après-Conquête britannique et de l'avant-Rébellion des Patriotes. Le document est conservé dans les archives du Ministère de l'Europe et des Affaires étrangères de France.

## Description et parcours
La pétition, signée par onze personnes, sans inclure Jean-Baptiste Noreau, enjoint l'Empire français à aider la population du Canada à "secouer le joug des Anglais", pour que les habitants puissent "porter de nouveau le nom glorieux de Français", que les Canadiens français, dit la pétition, "regard[ent] toujours comme nos frères". Elle affirme également que "nous sommes disposés à subvenir aux frais que cette entreprise exigera". La pétition est apportée par Jean-Baptiste Noreau jusqu'à Bordeaux, en passant par New York. À son arrivée à Bordeaux, en septembre 1805, Jean-Baptiste Noreau fut pris d’un malaise et séjourna dans un hospice. Le 19 septembre, il écrit à Napoléon, offrant de se rendre à Paris pour lui exposer la situation du Canada. Il adjoignit à cette lettre la pétition. On perd alors la trace de Jean-Baptiste Noreau.

## Texte
Pétition des habitants du Canada

Les Habitants du Canada à

Sa Majesté l’Empereur des Français,

Napoléon premier

Sire,
Deux de nos compatriotes, Jean-Baptiste Noreau, âgé de soixante-quatre ans et Jean-Baptiste Noreau, son fils, âgé de vingt-deux ans, se rendent en France pour faire connaître à votre Majesté par l’organe de ses ministres les intentions bien prononcées du peuple canadien de retourner sous l’Empire de la France et porter de nouveau le nom glorieux de Français.
Nous avions projeté, Sire, de secouer le joug des Anglais ; nous attendions des fusils pour nous armer, et frapper un coup sûr. Mais notre espoir a été trompé. La surveillance des Milords, des Lords et salariés de tout genres échoueraient contre notre réunion et nos efforts, sous un bon général français, pénétré de ses devoirs et guidé par l’honneur.
Nous assurons Votre Majesté que nous sommes disposés à subvenir aux frais que cette entreprise exigera.
Les sentiments que nous manifestons aujourd’hui à votre Majesté sont nourris depuis longtemps dans nos cœurs. Vous en avez la preuve, Sire, dans la lettre ci-jointe, écrite il y a cinq ans, à nous-mêmes par le Consul de New York.
Ce sont ces observations, ses conseils, qui nous ont porté à attendre jusqu’aujourd’hui dans l’espoir qu’il avait fait connaître au Consul général notre demande pour la transmettre en Europe au gouvernement français.
On remarque dans la lettre de ce Consul de New York qu’il n’y a mis ni date, ni signature. Quel en a été le motif ?
Sire, nous attendons de votre sollicitude paternelle que la paix ne se fera pas, sans que nous ayons repris le nom de Français Canadiens. Nous sommes prêts à tout entreprendre à la première vue des Français que nous regardons toujours comme nos frères.
Agréez Sire, les Vœux ardents que nous adressons au ciel pour le long règne de Votre Majesté. Recevez l’assurance de l’admiration que nous cause votre gloire et daignez accueillir l’hommage du dévouement sincère et du profond respect du peuple canadien.
Pierre Trudeau, âgé de 55 ans, Paroisse de Longueil
Eustache Martin, âgé de 55 ans, Paroisse de St-Philippe
Louis La Plante, âgé de 70 ans, Paroisse de St-Constant
Jean Lefebvre, âgé de 60 ans, Paroisse de Chatoyer
Antoine Giraut, âgé de 70 ans, Paroisse de Bel œil
Jean Léveillé, âgé de 53 ans, Paroisse de Machecousse
Charles Labarge, âgé de 50 ans, Paroisse de Chatoyer
Dauphin Dupuy, âgé de 64 ans, Paroisse de St-Constant
Joseph Landry, âgé de 50 ans, Paroisse de Acadie
Préjean, âgé de 66 ans, Paroisse de Chatoyer
André Noreau, âgé de 68 ans, Paroisse de Longueil